# Xylophanes cyrene
Xylophanes cyrene là một loài bướm đêm thuộc họ Sphingidae. Loài này có ở México, Panama, Costa Rica, Guatemala, Belize và phía nam đến Oxapampa ở Peru.

## Miêu tả
Sải cánh dài 76–91 mm. Nó gần giống loài Xylophanes amadis.

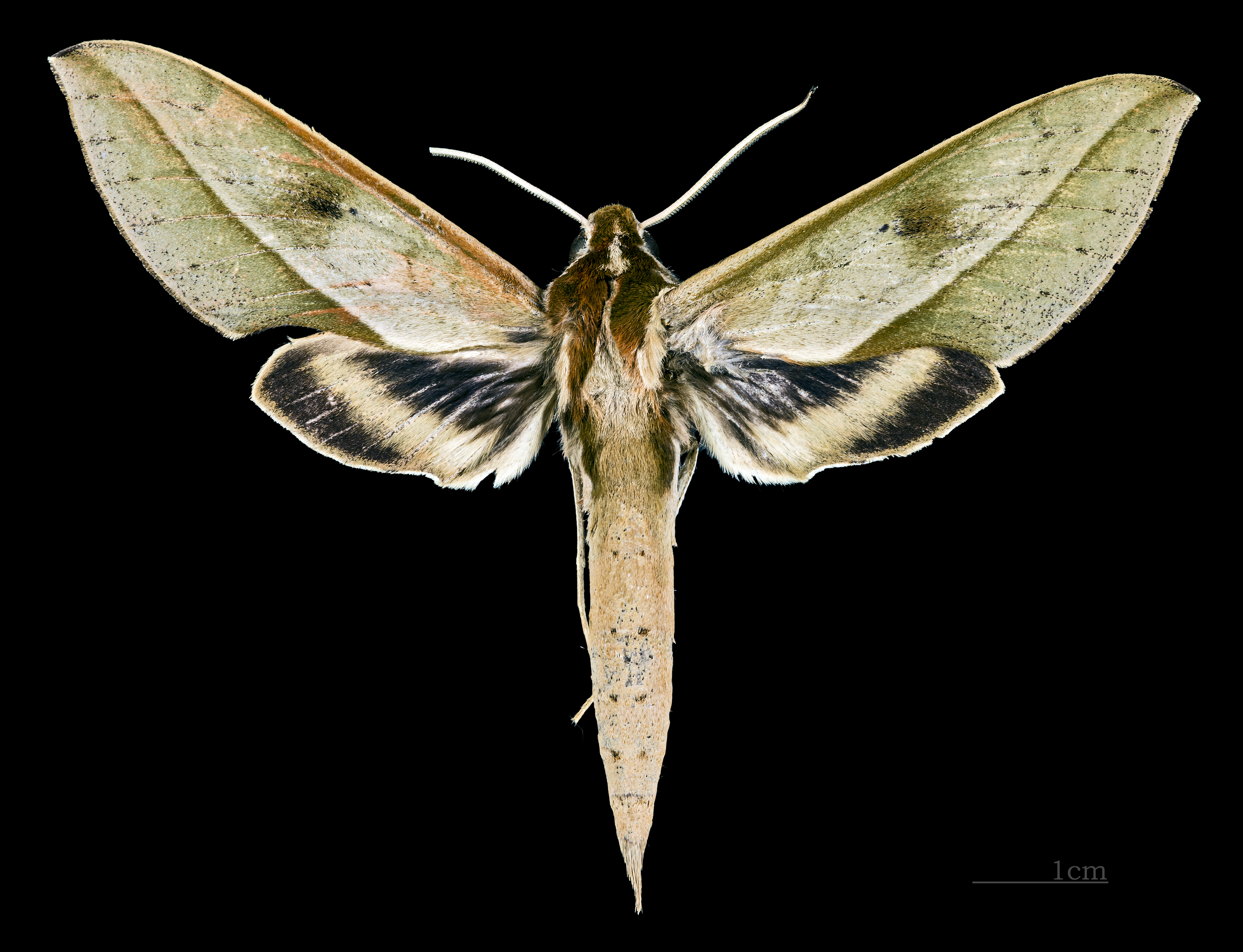
Xylophanes cyrene ♂
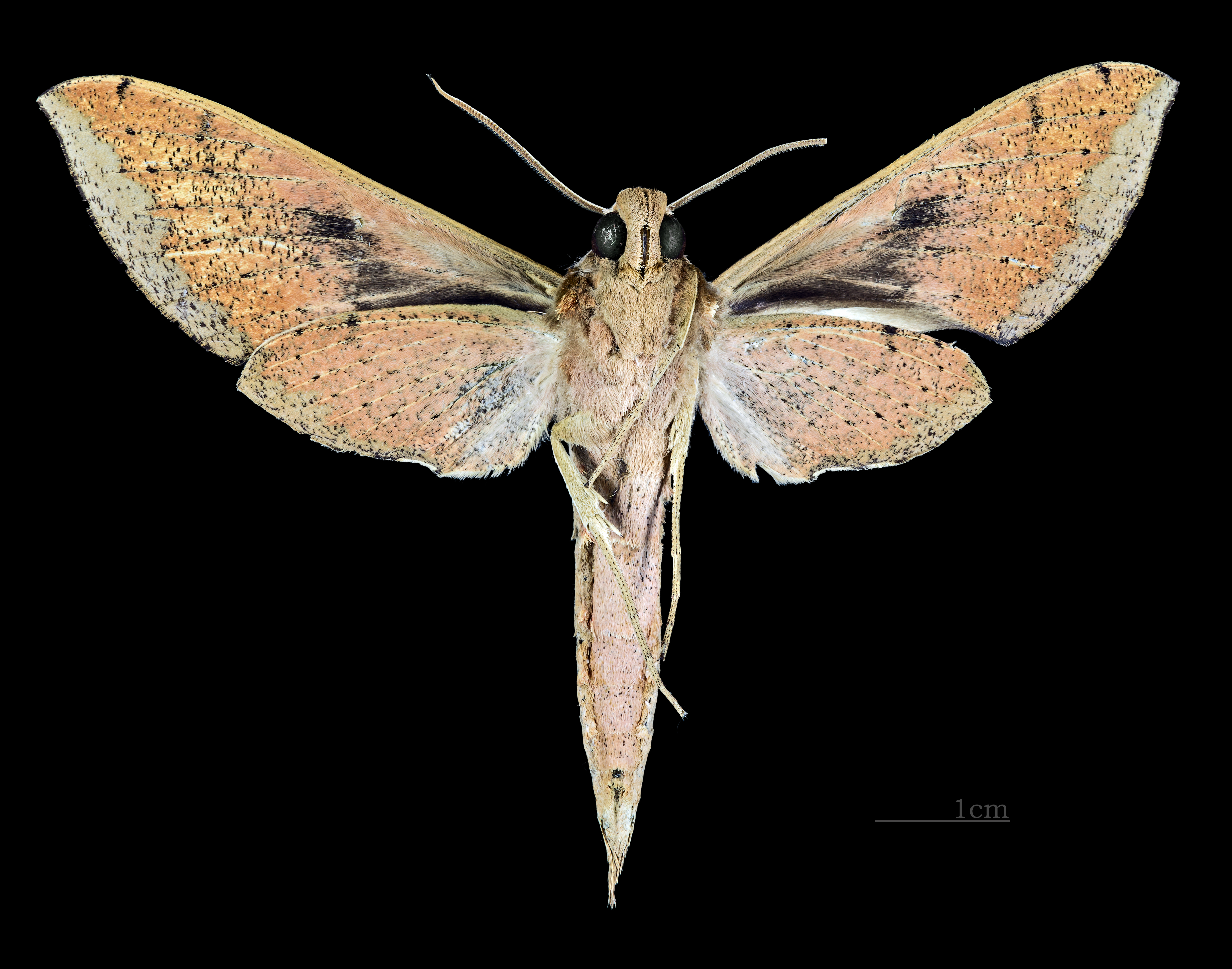
Xylophanes cyrene ♂ △
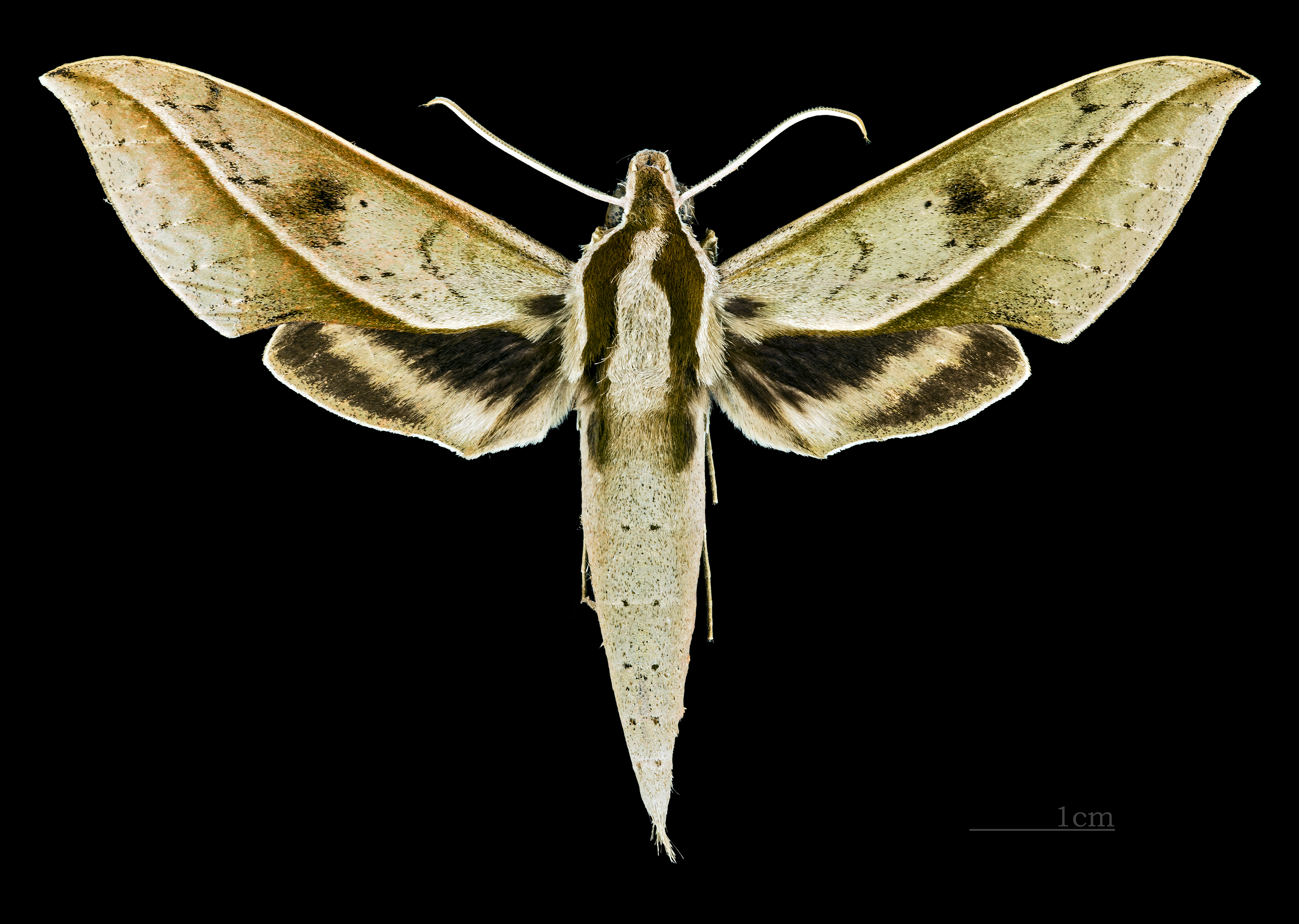
Xylophanes cyrene ♀
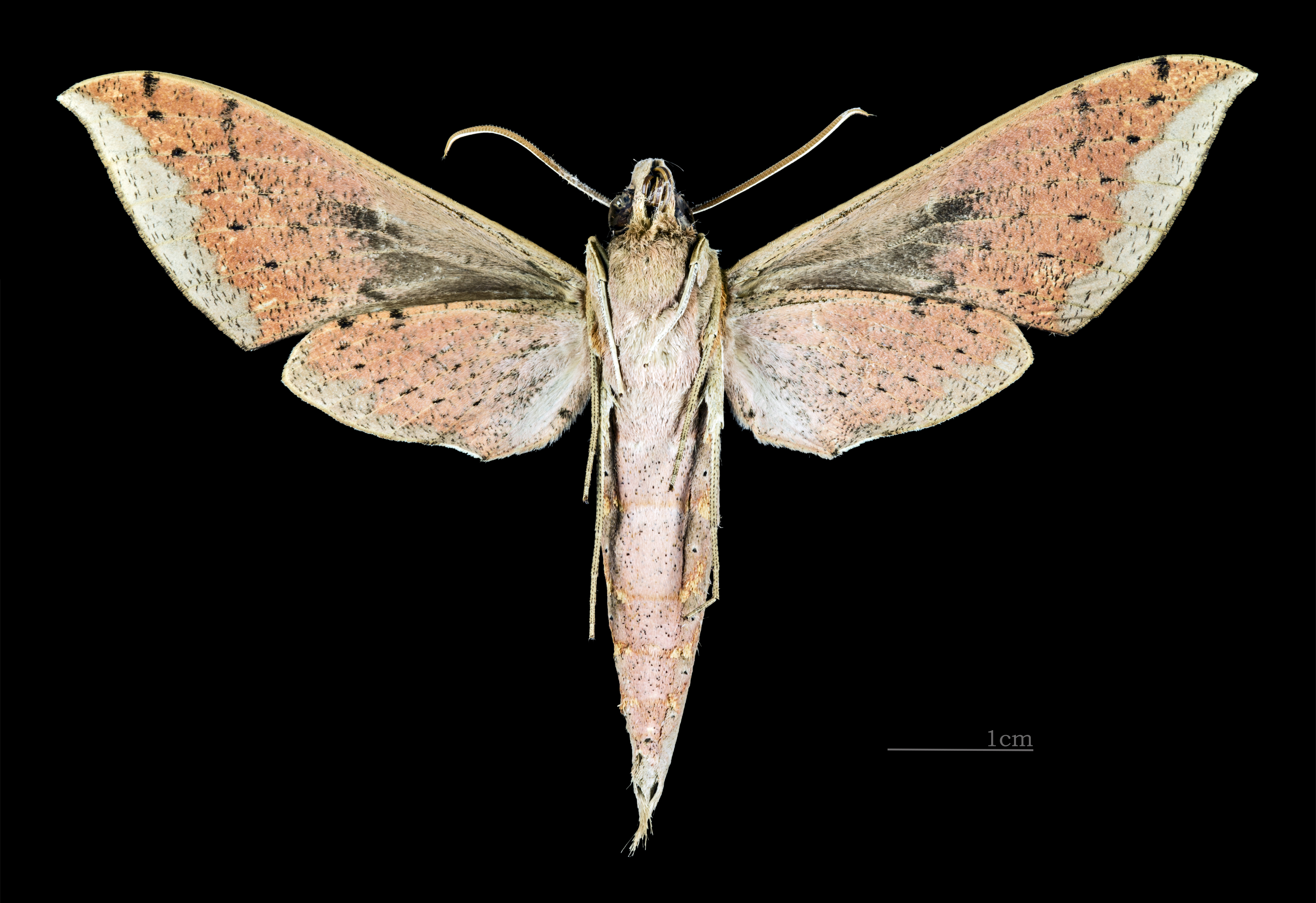
Xylophanes cyrene ♀ △

## Sinh học
Cá thể trưởng thành có lẽ mọc cánh quanh năm in Costa Rica.
Ấu trùng ăn Curatella americana, Psychotria panamensis và Psychotria grandis. 